# Paul Reymann

Paul Reymann (1879–1933)

Johannes Paul Max Reymann (* 18. September 1879 in Neuschönefeld; † 13. Juni 1933 in Lübeck) war ein deutscher Marineoffizier und Direktor der Schiffswerft von Henry Koch.

## Leben

### Herkunft
Paul Reymann, Sohn des Fabrikanten Max Reymann und dessen Frau Antonie, geborene Vitzthum, sowie Bruder des Vizeadmirals Max Reymann (1872–1948), Kommandant des Hilfskreuzers Kaiser Wilhelm der Große besuchte von Ostern 1890 bis Ostern 1897 das König-Albert-Gymnasium in Leipzig.

### Militärkarriere
Anschließend trat er als Seekadett in die Kaiserliche Marine ein und absolvierte die Marineschule Kiel, die er am 25. Juli 1898 mit einer allerhöchsten Belobigung für vorzügliche Kenntnisse abschloss. Am 9. März 1900 wurde er zum Fähnrich zur See ernannt. 1908 erhielt er als Kapitänleutnant das Kommando der Vulkan.
Von 1909 bis 1910 beauftragte man Reymann mit der Inspektion des Torpedowesens. Am 22. März 1914 erhielt er das Patent als Korvettenkapitän. Im Ersten Weltkrieg war er als Admiralstabsoffizier beim Flottenchef der Hochseestreitkräfte für die operative Durchführung des U-Boot-Krieges zuständig. Als solcher nahm er an der Skagerrakschlacht teil. 1918 wurde er zum Chef der Operationsabteilung für U-Boote im Großen Hauptquartier der Marine ernannt. Reymann sprach sich im Stab der Seekriegsleitung gegen den Plan aus, England eine „letzte Schlacht“ zu liefern.
Im Rang eines Fregattenkapitäns nahm er 1920 seinen Abschied von der Marine und trat in den Vorstand der Otto-Werft AG in Harburg ein. Am 22. März 1922 wurde Paul Reymann als kaufmännischer Direktor Mitglied des Vorstands der Schiffswerft von Henry Koch AG in Lübeck, wo er kurz vor der im Zuge der Weltwirtschaftskrise erfolgten Insolvenz des Unternehmens verstarb.

### Familie
Paul Reymann war seit 1919 mit der Holzschnitzerin Charlotte Jagenberg (* 20. April 1891 in Altenkirchen) verheiratet. Der Ehe entstammten ein Sohn und zwei Töchter. Er war Mitglied der Bürgerschaft sowie der Industrie- und Handelskammer zu Lübeck.

## Orden und Ehrenzeichen
- 1909: Offizier des Sterns von Rumänien mit Krone
- 1910: Krone zum Roten Adlerorden IV. Klasse
- 1914/16: Eisernes Kreuz II. und I. Klasse
- 1916: Ritterkreuz I. Klasse des Albrechts-Ordens mit Schwertern
- 1916: Hanseatenkreuz Hamburg
- 1917: Ritterkreuz des Königlichen Hausordens von Hohenzollern mit Schwertern
- 1917: Bayerischer Militärverdienstorden IV. Klasse mit Krone und Schwertern
- 1917: Friedrich-August-Kreuz II. und I. Klasse
- 1918: Braunschweigisches Kriegsverdienstkreuz II. und I. Klasse
- 1920: Dienstauszeichnungskreuz